# 庄川
庄川（しょうがわ）は、岐阜県北部および富山県西部を流れる、庄川水系の一級河川である。
流域には、合掌造りで知られる白川郷や五箇山などがある。古称は雄神川（おがみがわ）で、谷口付近の砺波市庄川町の鉢伏山麓にある雄神神社に因むものとされている。神社付近の地域を「雄神の庄」と呼んでいたことから、そこを流れる河川そのものが「雄神の庄川」と呼ばれ、のち「雄神」がとれて庄川という名前になった。

## 地理
庄川は、岐阜県高山市南西部の飛騨高地にある山中峠（1,375 m）と烏帽子岳（1,625 m）を水源としている。一色川と合流した庄川は、高山市荘川町牧戸で御手洗川と合流し、御母衣湖から白川村を経て北上し富山県に入る。庄川峡を経て、砺波市庄川地区で平野部に出て北流し、砺波平野・射水平野を潤し、射水市新湊地区の市街地の西側で富山湾に注ぐ。上流部は電源開発が進み、御母衣ダムを始めとしてダムが多い。
なお、庄川支流の御手洗川の水源は岐阜県郡上市高鷲町ひるがののひるがの高原の湿原で、この湿原が中央分水嶺になっており、分かれているもう一方は長良川となって太平洋まで繋がっている。
富山県の七大河川（黒部川、片貝川、早月川、常願寺川、神通川、庄川、小矢部川）の一つ。

## 降水と流量
下流の平野部は日本海側気候で、冬も夏も一定の降水がある。上流の岐阜県側山地では、冬は平野部と同じくらい降るが、特に夏の降水量が多い。平野部の年間降水量は約2300mm、上流では約3300mmである。
大門流量観測所での1980年頃の年間総流出量は約13億トン。平均して毎秒約42トンの流量があった。

## 歴史
砺波平野は東の庄川と西の小矢部川による複合扇状地である。古い時代の流路は不明だが、庄川は平野に複数の分流を持ち、江戸時代まで、大洪水のたびに主な河道が別の分流へと切り替わる、という歴史を経てきた。庄川というのは「雄神の庄」あたりの呼び名で、下流では「野尻川」「中村川」「千保川」「中田川」など、それぞれ分流の名で呼ばれていた。
室町時代には、谷口から西流して現在の小矢部市付近で小矢部川に合流していた。この合流点以降を射水川といった。砺波平野の西側をめぐる流路である。
1586年の天正地震の際には、富山湾で津波が発生。遡上した津波により庄川流域での被害が多かった。
後に谷口から北流するようになり、高岡市街地を通る現在の千保川が最も水量が多い本流となった。現在の庄川の流れは、分流の一つの中田川であった。1654年、瑞龍寺の寺地を千保川が削ったのを受けて、加賀藩主の前田利常が千保川の水を中田川へ移すことを命じたが、庄川左岸地域の住民の反対によってすぐには実施されなかった。
1670年、前田綱紀によって庄川扇状地扇頂部の弁才天前で千保川などの各分流を中田川へ一本化する大工事が行われ、44年後の1714年に完成した。これによって、庄川は河口付近まで別の流路となり、現在の高岡市吉久で合流するようになった。
1812年（文久9年）に、加賀藩の定検地奉行が年寄りに宛てた意見書の中には、本来ある堤防の内側に新田開発が行われ、さらにそれを守るために堤防が作られ、春の出水期に破堤する被害に遭っていることが記されている。藩内の各河川では盛んに対策工事（川除普請）が行われたが、庄川では困窮した農民が竹篭などの水防施設を薪として持ち去るケースが見られたため番人を配する措置がなされた。
1897年には本格的な河川改修工事に着手し、1900年から1912年までにかけて、現在の射水市川口から直に富山湾へ流れるように工事が行われ、小矢部川と流路が完全に分けられた。小矢部川の支流の地久子川および高岡市吉久の貯木場が昔の庄川の名残である。

## 流域の自治体
岐阜県
高山市、郡上市、大野郡白川村
富山県
南砺市、砺波市、高岡市、射水市、富山市
岐阜県内（旧飛騨国）の庄川流域は白川郷と、富山県の山間部の庄川流域と利賀川流域は五箇山と呼ばれる。庄川の中流から上流までは険しい谷が続くため、その流域は明治時代に国道が開かれるまで「陸の孤島」となっており、加賀藩の流刑地とされたこともあった。五箇山には平家の落人伝説もある。
庄川が岐阜県と富山県の県境となっている箇所があり、そこを国道156号が直線状に通っているため、県境を7回連続で跨いでいる。またそこに架かる7つの橋は飛越七橋と言われている。

## 流域の観光地

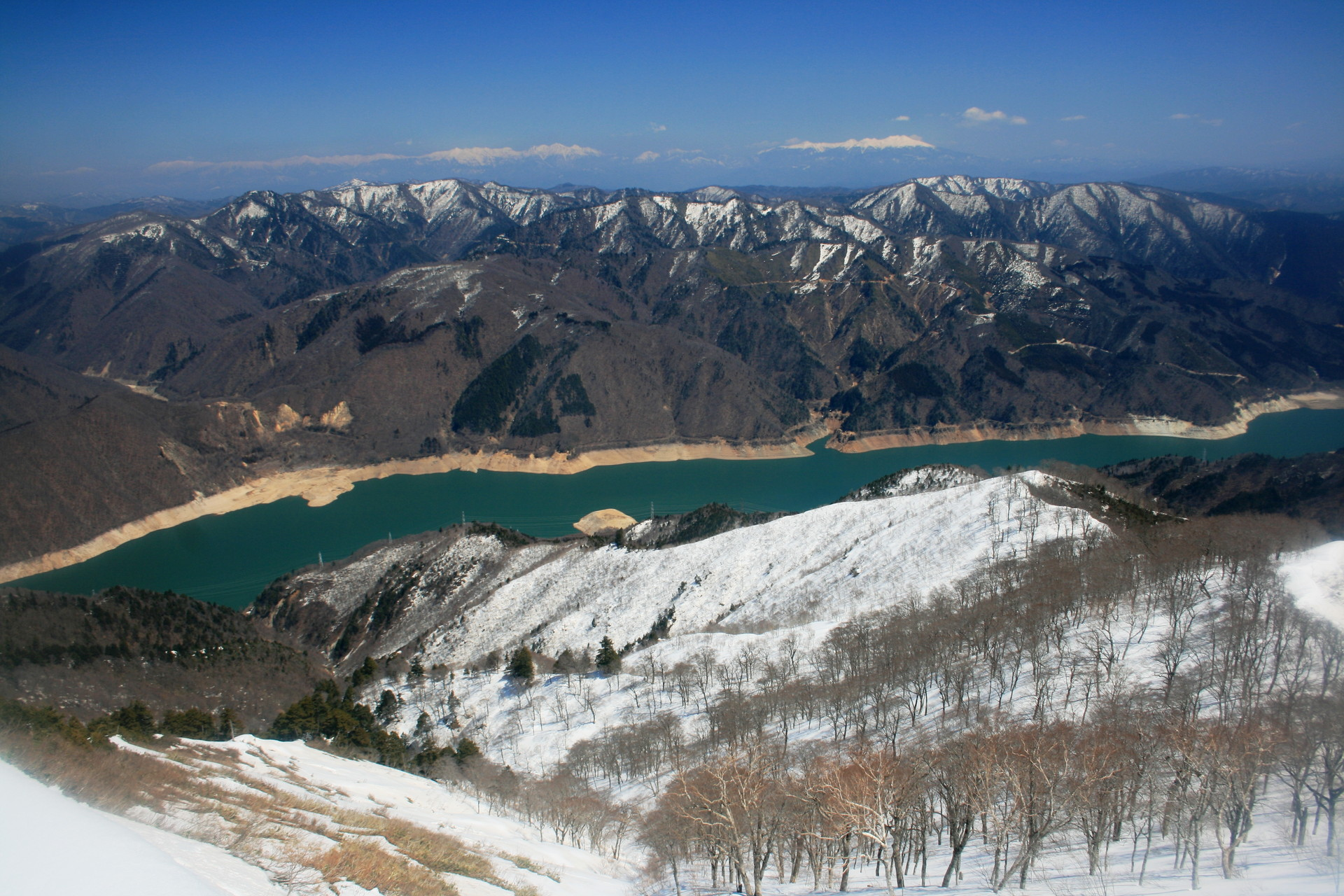
御母衣湖

- 御母衣ダム（御母衣湖）
- 荘川桜
- 白川郷
- 五箇山
- 大畠谷
- 大牧温泉
- 庄川峡
- 庄川温泉郷 - 湯谷温泉

## 支流
括弧内は流域の自治体
- 一色川（高山市）
- 御手洗川（郡上市・高山市）
- 大白川（白川村）
- 加須良川（白川村）
- 境川（南砺市・白川村）
- 利賀川（南砺市）
- 和田川（富山市・砺波市・高岡市・射水市）
- 湯谷（南砺市）

## 主な橋梁
- 一之瀬橋
- ドモセ橋 – 国道257号
- 日計橋 – 国道257号
- 三尾河橋 – 東海北陸自動車道
- 光賀橋
- 魚帰り橋 – 国道257号
- マトバ橋 – 国道158号
- 黒谷橋 – 東海北陸自動車道
- 黒谷橋 – 国道158号
- 黒谷橋
- 惣則橋
- 落合橋 – 岐阜県道452号惣則高鷲線
- 惣則橋 – 東海北陸自動車道
- 荘川Eランプ橋 – 東海北陸自動車道荘川インターチェンジ
- 引原橋
- 牧戸橋 – 国道156号
- 町屋橋
- そふ谷つり橋
- 七間飛橋
- 岩瀬橋 – 国道156号
- 貫見橋
- 長瀬橋
- 稗田橋
- 平瀬歩道橋
- 木谷橋
- 大牧橋 – 国道156号
- 小呂橋 – 国道156号
- 白川橋 – 東海北陸自動車道
- であい橋
- 荻町橋 – 国道156号
- 白荻橋
- 白川橋 – 国道156号
- 戸島橋
- 下田橋 – 東海北陸自動車道
- 椿原橋 – 東海北陸自動車道
- 有家ヶ原橋
- 芦倉橋
- 飛越大橋 – 東海北陸自動車道
- 合掌大橋（飛越七橋） – 国道156号
- 飛越橋（飛越七橋） – 国道156号
- 成出橋（飛越七橋） – 国道156号
- 小白川橋（飛越七橋） – 国道156号
- 宮川原橋（飛越七橋） – 国道156号
- 火の川原橋（飛越七橋） – 国道156号
- であい橋
- 楮橋（飛越七橋） – 国道156号
- 新屋橋 – 国道156号
- 五箇山橋 – 東海北陸自動車道
- 菅沼橋
- 牧橋
- 小原橋 – 国道156号
- 猪谷橋
- 湯出島橋 – 国道156号
- 太平橋
- 平橋 – 国道156号
- 大渡橋 – 国道156号
- 新祖山橋
- 祖山橋
- 利賀大橋 – 国道471号（利賀バイパス）
- 長崎大橋
- 藤橋 （ふじばし）– 国道471号
- 舟戸橋（ふなとはし）
- 雄神橋（おがみはし） – 富山県道11号新湊庄川線
- 雄神大橋 – 富山県道25号砺波細入線
- 太田橋 （おおたはし）– 国道359号
- となみ野大橋 – 国道359号（砺波東バイパス）
- 砺波大橋 – 富山県道72号坪野小矢部線
- 庄川橋 – 北陸自動車道
- 中田橋 （なかだはし）– 富山県道9号富山戸出小矢部線
- 南郷大橋 – 富山県道58号高岡小杉線
- 庄川橋梁 – 北陸新幹線
- 大門大橋 – 富山県道73号高岡青井谷線
- 庄川橋梁 – あいの風とやま鉄道線
- 高岡大橋 – 富山県道44号富山高岡線
- 高新大橋 – 国道8号
- 牧野大橋 – 富山県道351号姫野能町線
- 庄川橋梁 - 万葉線
- 新庄川橋 （しんしょうがわはし）– 国道415号

## 並行する交通

### 鉄道
- JR西日本 城端線（砺波市地域以北で並行）
- JR西日本 氷見線（高岡駅 - 伏木駅間で並行）
- 万葉線（高岡駅停留場 - 六渡寺駅間で並行→次の庄川口駅との間で渡河）

### 道路
- 国道156号（高岡市の市街以南のほぼ全域で並行）
- 東海北陸自動車道（白川村 - 砺波市の地域で並行）

## 関連画像

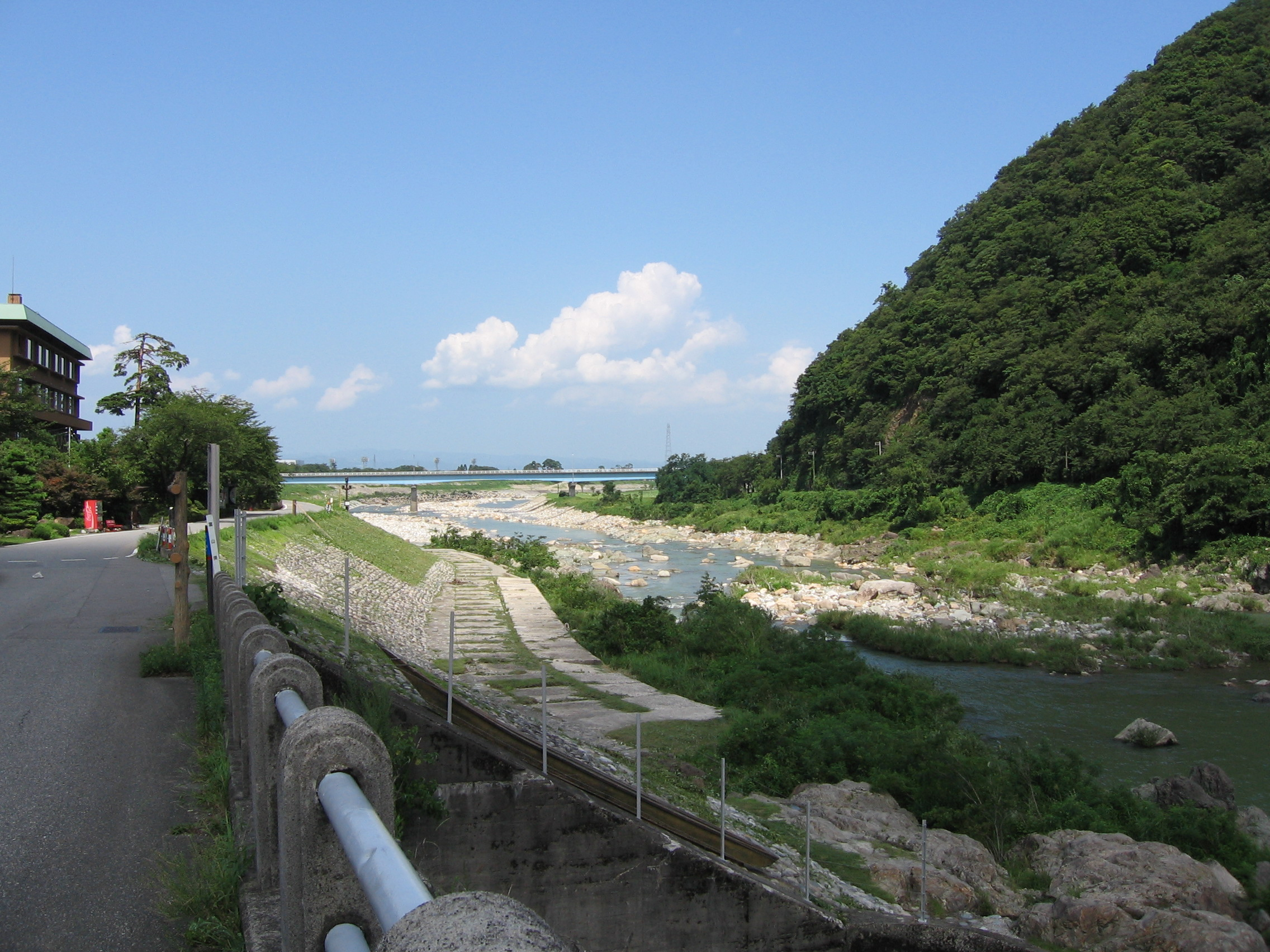
富山県砺波市庄川町金屋にて
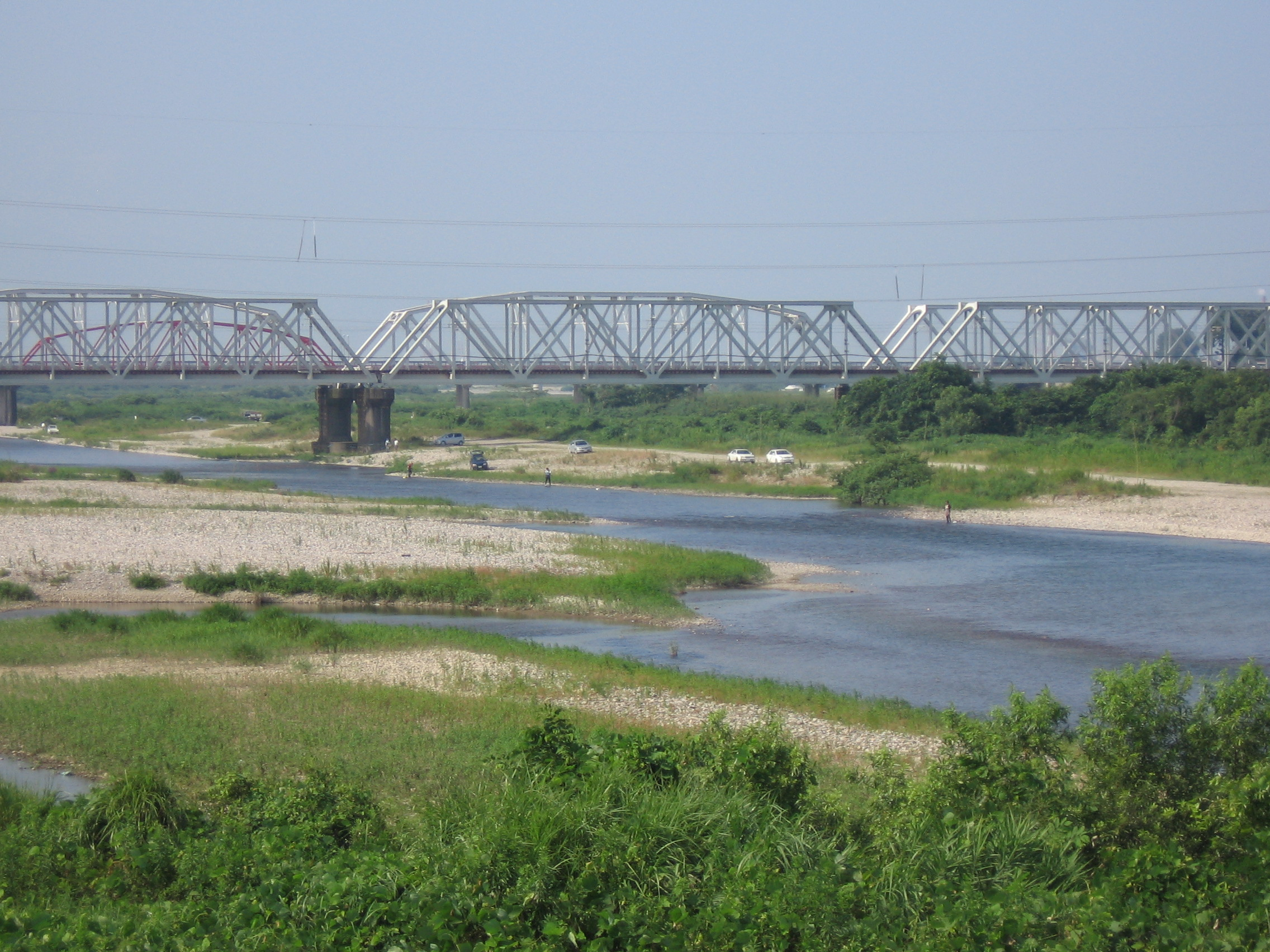
高岡市にて
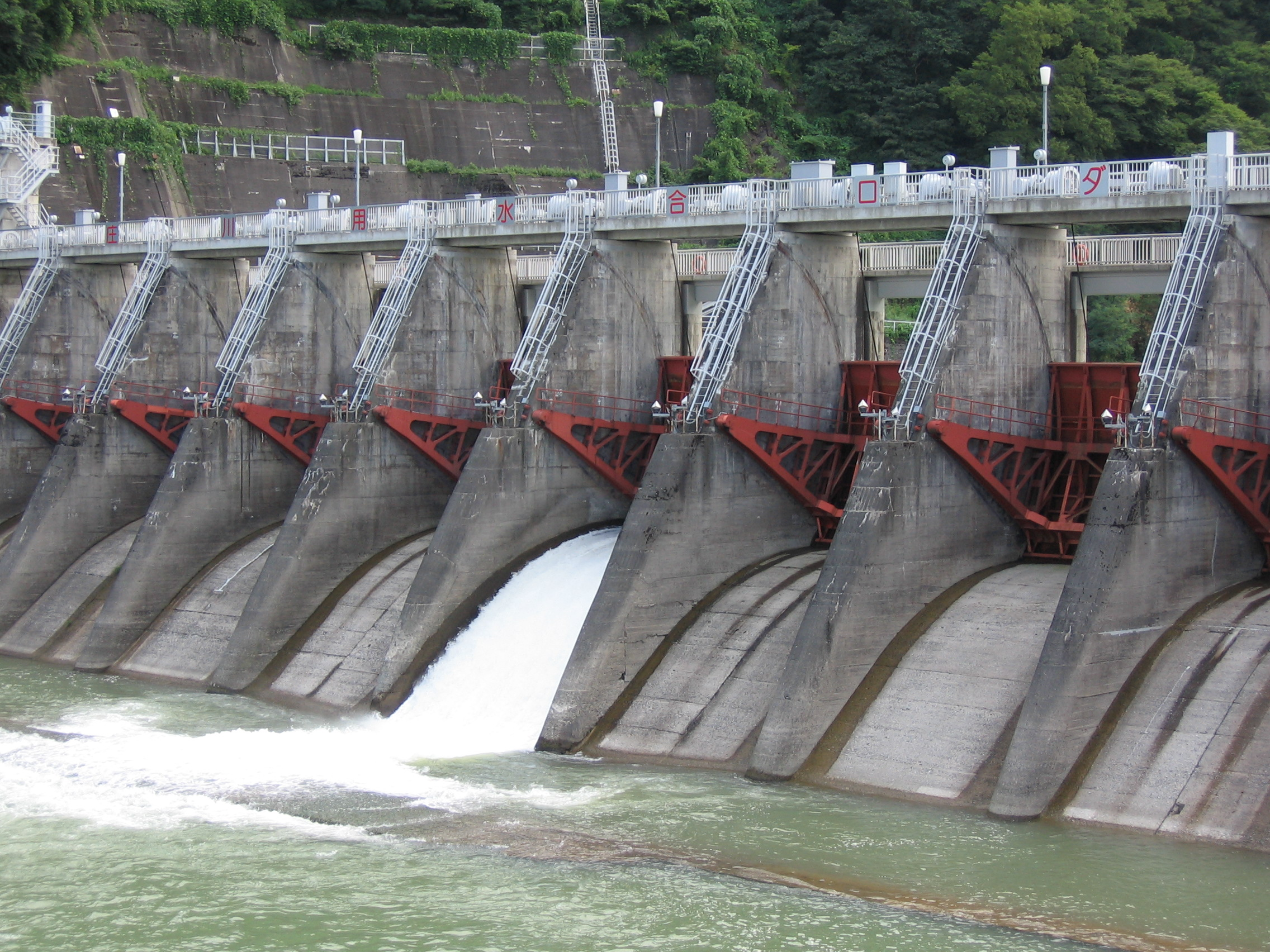
庄川合口ダム（砺波市）